# Prymasowskie Wyższe Seminarium Duchowne w Gnieźnie
Prymasowskie Wyższe Seminarium Duchowne w Gnieźnie – seminarium duchowne archidiecezji gnieźnieńskiej Kościoła rzymskokatolickiego w Gnieźnie, erygowane 26 listopada 1602 przez prymasa Stanisława Karnkowskiego w Łowiczu. Do 1998 roku stanowił część Papieskiego Wydziału Teologicznego w Poznaniu, obecnie jest sekcją zamiejscową Wydziału Teologicznego Uniwersytetu im. Adama Mickiewicza w Poznaniu. Jurysdykcję kanoniczną nad seminarium sprawuje arcybiskup gnieźnieński prymas Polski. Do 1 lipca 2023 rektorem był ks. dr Przemysław Kwiatkowski. Od tego dnia  p.o. rektora i delegatem arcybiskupa gnieźnieńskiego ds. formacji alumnów w PWSD zamieszkałym na czas nominacji w poznańskim seminiarium  jest ks. dr Tomasz Krzysztofiak. 

## Historia
Pierwszym seminarium duchownym w archidiecezji gnieźnieńskiej było seminarium duchowne utworzone w 1581 w Kaliszu przez prymasa Stanisława Karnkowskiego. Seminarium gnieźnieńskie zostało erygowane przez prymasa Stanisława Karnkowskiego w Łowiczu 26 listopada 1602, rok później dokument został zatwierdzony przez króla Zygmunta III Wazę, a w 1605 powołanie seminarium zatwierdziła Stolica Apostolska. Od tego momentu seminarium w Gnieźnie rozpoczęło właściwe funkcjonowanie. W 1621 seminarium kaliskie zostało przeniesione do Gniezna. Gmach seminarium, początkowo drewniany, przez brak systematycznych remontów popadał w ruinę i od 1700 nie nadawał się do zamieszkania. Ostatecznie w obecnym miejscu, nowy gmach stanął w 1783. Z tego czasu pochodzi część parteru obecnego budynku wraz z kaplicą Zwiastowania Najświętszej Maryi Panny. 
W czasach zaboru pruskiego władze wielokrotnie próbowały zamknąć seminarium, jednak dzięki staraniom kolejnych ordynariuszy instytucja pozostawała otwarta. W połowie XIX w. abp Marcin Dunin powołał do istnienia seminarium wspólne dla archidiecezji gnieźnieńskiej i diecezji poznańskiej. Przebieg studiów wyglądał w nim następująco: po trzyletnim przygotowaniu teoretycznym w seminarium poznańskim, alumni udawali się na kurs praktyczny do seminarium gnieźnieńskiego, które otrzymało nazwę Seminarium Clericorum Practicum – czyli Seminarium Praktyczne (taka sytuacja trwała aż do roku 1927). W okresie kulturkampfu rząd pruski zamknął obydwa seminaria. Gnieźnieńskie seminarium przerwało swoją działalność w 1875 roku. W tym czasie kandydaci do stanu duchownego udawali się na uniwersytety zagraniczne między innymi do Rzymu, Innsbrucku czy Monasteru. 
Po I wojnie światowej funkcjonowanie seminarium wyglądało podobnie jak u schyłku XIX wieku. W latach 1927–1939 dokonano znacznej rozbudowy budynku, przez dobudowanie drugiego i trzeciego piętra oraz skrzydeł. W roku rozpoczęcia II wojny światowej archidiecezja gnieźnieńska i archidiecezja poznańska posiadały dwa wspólne zakłady teologiczne w Gnieźnie i Poznaniu. W 1938 roku poczet alumnów wynosił w Gnieźnie 66 osób. Ostatnim przedwojennym rektorem był bł. Michał Kozal, późniejszy biskup włocławski. W latach 1940–1945 w seminarium w Gnieźnie nie prowadzono formacji dla przyszłych księży. Zajęty przez Niemców gmach uczelni służył początkowo jako szpital wojskowy, a następnie, przejęty przez Schutzpolizei, jako pierwsza w Kraju Warty szkoła policyjna dla volksdeutschów. Tu po przyśpieszonym czteromiesięcznym kursie wychodzili komendanci posterunków policyjnych. Cały gmach został przebudowany na wzór niemieckich koszar, przez co zniszczono zabytkowe elementy wnętrz. Do budowy placu ćwiczeń używany był gruz ze zburzonej w pierwszym tygodniu okupacji synagogi żydowskiej. Cały księgozbiór natomiast wywieziono do kościoła św. Michała w Poznaniu.
Od 1948 roku powrócono do przedwojennego modelu studiów filozoficznych w Gnieźnie i teologicznych w Poznaniu. W 1949 decyzją arcybiskupa Stefana Wyszyńskiego otwarte zostało w Gnieźnie Niższe Seminarium Duchowne, które mieściło się w konwikcie arcybiskupim, znajdującym się w pobliżu gmachu seminarium. Od 1953 roku rozdzielono seminaria gnieźnieńskie i poznańskie, obie diecezje uzyskały wtedy własne seminaria z pełnym cyklem formacji i studiów sześcioletnich. 7 września 1974 roku kardynał Wyszyński przekazał na własność seminarium kolegiacki kościół św. Jerzego na Zamku Gnieźnieńskim. W dniach 3–4 czerwca 1979 roku papież Jan Paweł II odwiedzając Gniezno, spotkał się także z profesorami i klerykami seminarium duchownego. W tym samym roku prymas Wyszyński wydał zgodę na budowę drugiego gmachu, mającego polepszyć warunki mieszkaniowe kleryków (dotychczasowy docelowo miał mieścić 120 kleryków, a ich liczba w latach 70. XX wieku sięgała 200). Kamień węgielny wmurowano 15 listopada 1982 roku, czego dokonał kardynał Józef Glemp oraz ówczesny rektor Bogdan Wojtuś, później emerytowany biskup pomocniczy archidiecezji gnieźnieńskiej. Budowę zakończono w 1990 roku. W nowym gmachu znalazły się m.in.: aula, sale wykładowe, kaplica pw. Jezusa Mistrza Apostołów, pokoje kleryckie i mieszkania profesorów. 
Do 1998 roku zajęcia w seminarium odbywały się w ramach Papieskiego Wydziału Teologicznego. Kiedy został on włączony do Wydziału Teologicznego UAM, Gniezno stało się sekcją zamiejscową tego wydziału. 16 listopada 2002 roku obchodzono 400-lecie istnienia seminarium w Gnieźnie. Wraz z rokiem akademickim 2016/2017 powołano do istnienia Centrum Edukacyjno-Formacyjne w nowym gmachu seminarium, natomiast całość pomieszczeń seminaryjnych przeniesiono do starego gmachu, po jego gruntownym wyremontowaniu.
Z dniem 2 lutego 2018 roku Prymas Polski zdecydował o rozszerzeniu formacji w seminarium o rok propedeutyczny, w myśl dokumentu Konferencji Episkopatu Polski z 2017 roku. Rok propedeutyczny rozpoczął funkcjonowanie wraz z rokiem akademickim 2019/2020, a alumni odbywają ten rok formacji w dawnym klasztorze oblatów w Markowicach.
30 kwietnia 2023 Prymas Polski abp Wojciech Polak ogłosił zawieszenie działalności Wyższego Seminarium Duchownego w Gnieźnie od roku akademickiego 2023/24 i przeniesienie kształcenia kleryków do Poznania.

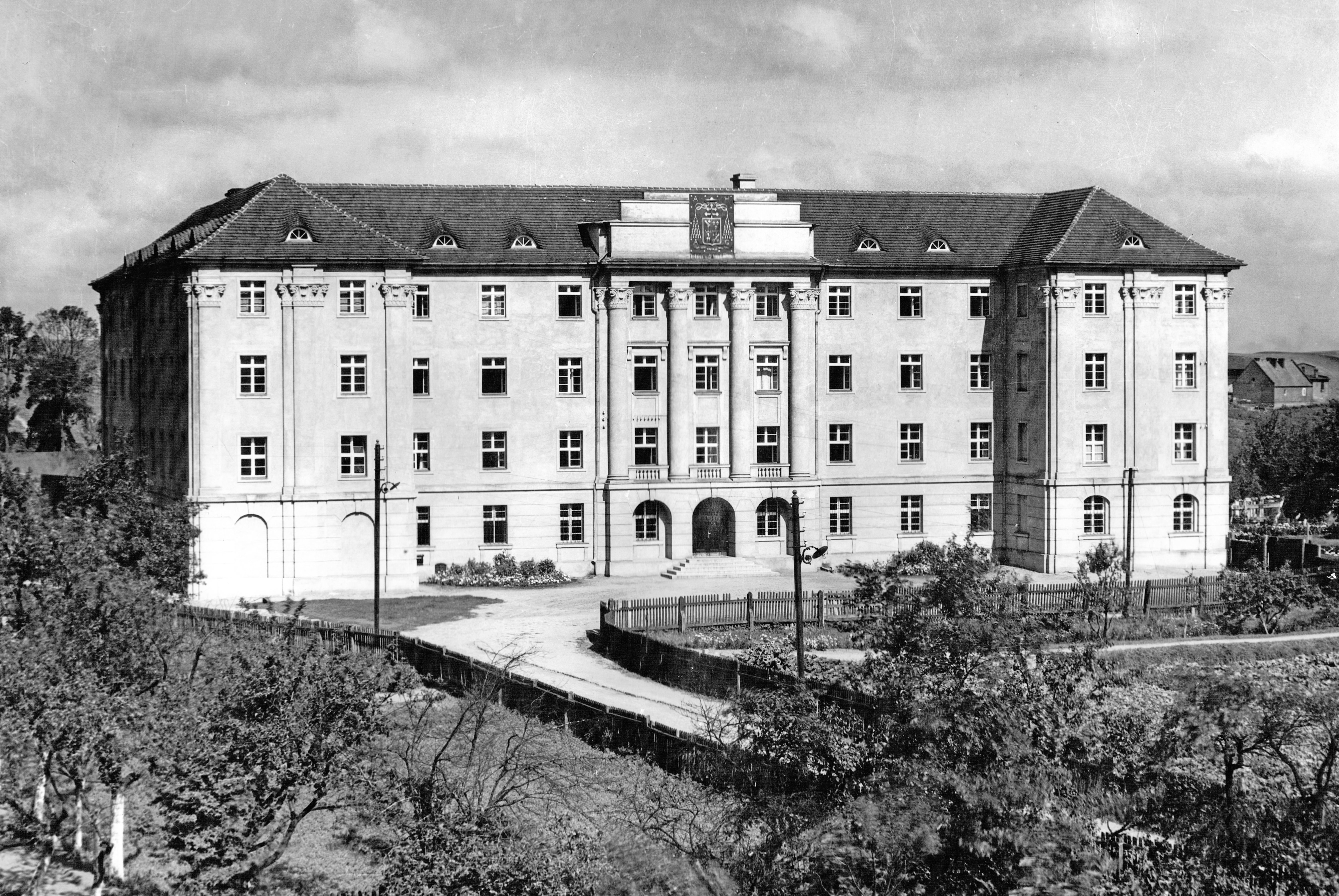
Stary Gmach PWSD (1938)

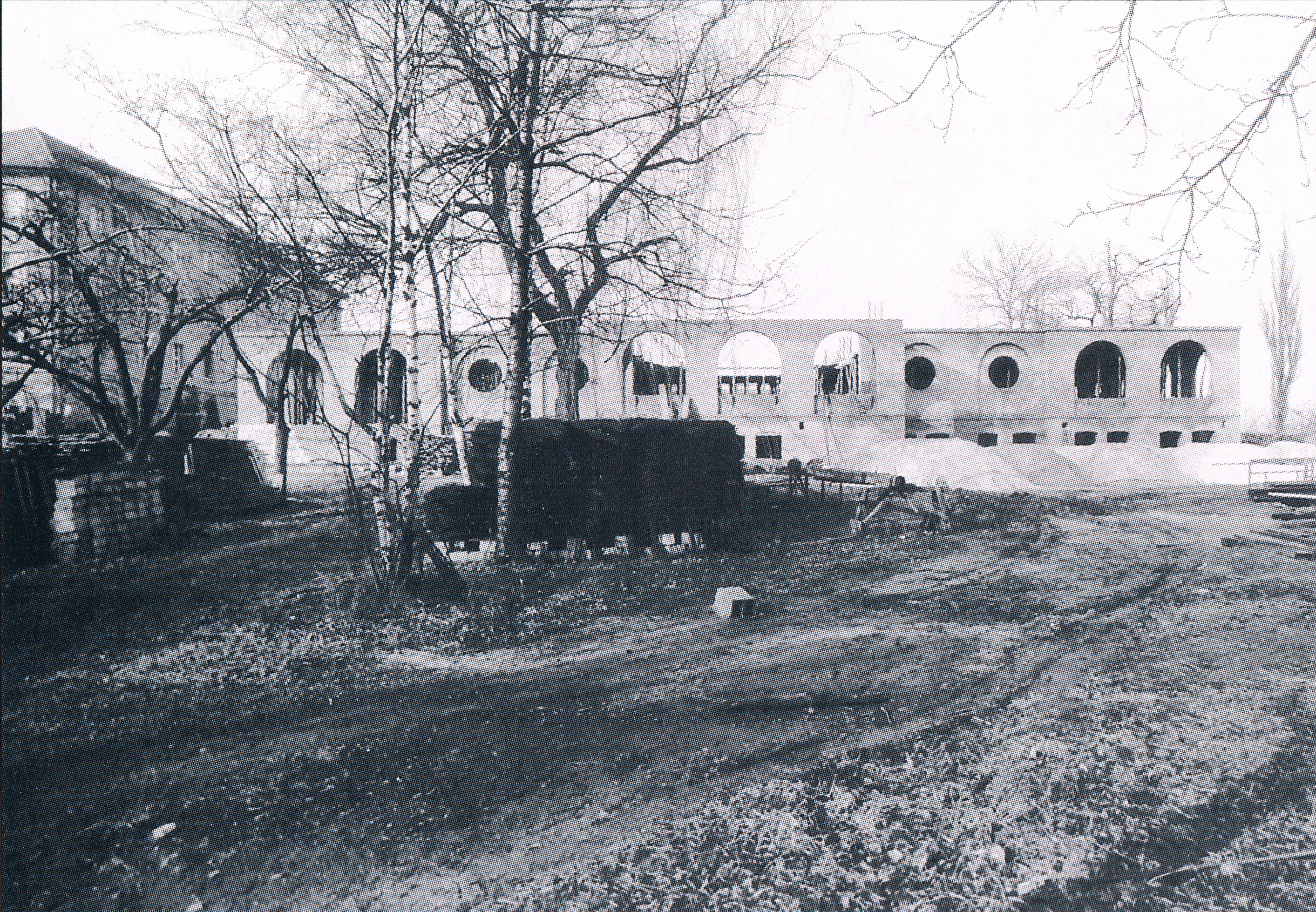
Budowa Nowego Gmachu PWSD (1983)

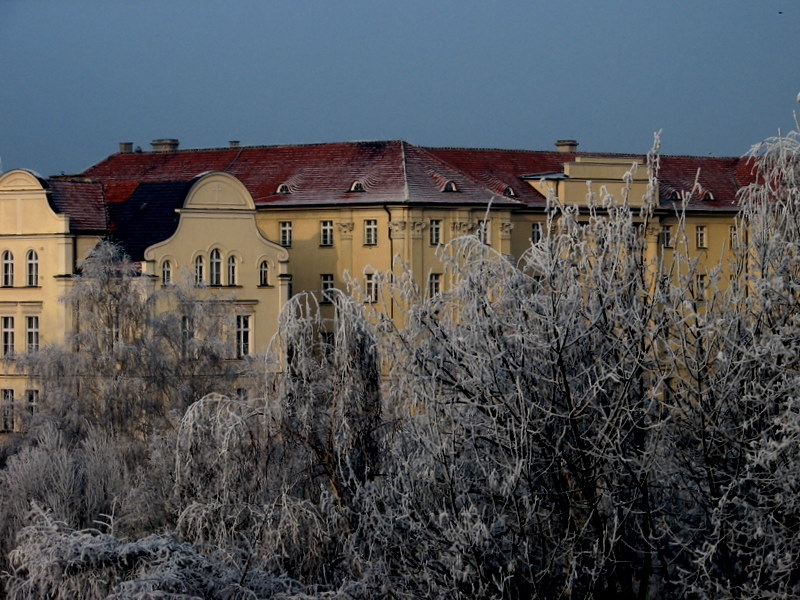
Widok na seminarium ze Wzgórza Lecha (2007)

## Rektorzy Seminarium w ciągu dziejów
W ciągu dziejów Prymasowskim Wyższym Seminarium Duchownym w Gnieźnie kierowali następujący rektorzy:
1. Michał Sabinus (?-1616),
2. Jakub Dubius (1616-1624),
3. Bartłomiej Januszewicz (1624-1628),
4. J. Dubius (1628-1638),
5. Maciej Burszowic (1638-1643),
6. Wojciech Łańcucki (1643-1646),
7. Adam Piątkowicz (1646),
8. Kacper Paweł Chudziński (1647-1665),
9. Stefan Damalewicz (1665-1666),
10. Marcin Łękowski (1666-1668),
11. Jan Kursiński (1668-?),
12. Jan Modrzyński (?-1687),
13. Kazimierz Pathun (1687-1694),
14. Sebastian Jeliński (1694-1699),
15. Mateusz Jagielski (1700-1703),
16. Józef Mniszkiewicz (1712-?),
17. Kruszyński (1717-1718),
18. Jakub Stanisław Mroczek (1718-1725),
19. Piotr Potyralski (1726-1728),
20. Jan Więckowski (1728-1734),
21. Stanisław Skrzeszewski (1734-1736),
22. Walenty Stanisław Jankowski (1736-1737),
23. Maciej Kazimierz Kowalski (1737-1741),
24. Jan Konstanty Kossobucki (1741-1751),
25. Jakub Włodarski (1751-1754),
26. Józef Maszterowski (1754-1762),
27. Michał Józef Ziemiakiewicz (1762-1768),
28. Kajetan Narzymski (1768-1776),
29. Jan Długaj (1776-1795),
30. Józef Jakubowski (1795-1796),
31. Adolf Józef Faltynowski (1796-1828),
32. Antonin Kupczyński (1828-1836),
33. Jan Kanty Dąbrowski (1836-1841),
34. Andrzej Kidaszewski (1841-1849),
35. Józef Frasunkiewicz (1849-1853),
36. Franciszek Ksawery Duliński (1853-1866),
37. Józef Cybichowski (1867-1875),
38. Antoni Andrzejewicz (1886-1890),
39. Jan Nepomucen Łukowski (1890-1892),
40. Ignacy Goczkowski (1892-1903),
41. Wilhelm Atanazy Kloske (1903-1914),
42. Jerzy Beyer (1915-1924),
43. Stanisław Kopernik (1924-1927),
44. Aleksander Żychliński (1927-1929),
45. Michał Kozal (1929-1939),
46. Antoni Banaszak (1939),
47. Kazimierz Józef Kowalski (1945-1946),
48. Aleksy Wietrzykowski (1946-1947),
49. Józef Pacyna (1947-1963),
50. Kazimierz Więckowski (1963-1970),
51. Jan Wiktor Nowak (1970-1982),
52. Bogdan Wojtuś (1982-1988),
53. Teofil Wilski (1989-1995),
54. Andrzej Kozakowski (1995-1999),
55. Wojciech Polak (1999-2003),
56. Bogdan Czyżewski (2003-2007),
57. Wojciech Rzeszowski (2007-2016)
58. Przemysław Kwiatkowski (od 2016 do 2023[13])
59. p.o. Tomasz Krzysztofiak (od 2023[3])

## Obecni przełożeni
- p.o. Rektora – ks. dr Tomasz Krzysztofiak[16][3] - oddelegowany do posługi w ASD w Poznaniu
- Ojciec duchowny:  ks. dr Andrzej Nowicki[16][3] - oddelegowany do posługi w ASD w Poznaniu
- Prefekt roku propedeutycznego - ks. mgr Paweł Rybak[16][3] - oddelegowany do posługi w ASD w Poznaniu

## Pracownicy dydaktyczni
W roku akademickim 2019/2020 w seminarium wykłada czternastu pracowników poznańskiego Wydziału Teologicznego, w tym czterech profesorów zwyczajnych, siedmiu profesorów uczelnianych i dwóch adiunktów. Ponadto seminarium zatrudnia dziewiętnastu innych pracowników dydaktycznych, jedenastu ze stopniem naukowym doktora, jednego doktoranta i dwóch lektorów języka angielskiego i niemieckiego.

## Program dydaktyczny
W ramach studiów stacjonarnych jednolitych magisterskich, zajęcia odbywają się dwutorowo – pierwsze dwa lata formacji to studia filozoficzne, kolejne cztery to studia teologiczne. Każde wyższe seminarium duchowne kształci na jednym kierunku i w jednej specjalizacji – teologia, specjalność kapłańska. Rok szósty kończy się złożeniem i obroną pracy magisterskiej z wybranego tematu teologii oraz uzyskaniem tytułu naukowego magistra teologii. 
W ramach praktyk duszpasterskich klerycy pomagają m.in. na oddziałach gnieźnieńskiego szpitala, w specjalnym ośrodku wychowawczym, zakładzie opieki leczniczej dla osób niepełnosprawnych, podgnieźnieńskim więzieniu czy domu pomocy społecznej w Mielżynie.

## Gmach i otoczenie seminarium
Prymasowskie Wyższe Seminarium Duchowne mieści się w Śródmieściu, u podnóża Wzgórza Lecha. Kompleks budynków stanowią: stary gmach (część zabytkowa z XVIII wieku, rozbudowana dwukrotnie przed 1939 rokiem oraz ponownie po II wojnie światowej), nowy gmach z lat 80. XX wieku, konwikt z pierwszej połowy XX wieku (obecnie siedziba Studium Muzyki Kościelnej), dawny dom zakonny sióstr elżbietanek (obecnie siedziba Caritas Archidiecezjalnego i fundacji Gaudentinum) oraz budynki gospodarcze. Od roku akademickiego 2016/2017 decyzją abp. Wojciecha Polaka seminarium mieści się w starym gmachu, natomiast nowy gmach przekształcono w Centrum Edukacyjno-Formacyjne. W starym gmachu, po gruntownym remoncie w latach 2015–2016, mieszczą się m.in. dwie kaplice – najstarsza, zabytkowa pw. Zwiastowania NMP oraz najmłodsza (z 2005 roku) – Błogosławionych Męczenników A. G. z II wojny światowej. Ponadto znajduje się tam biblioteka PWSD, posiadająca w swych zbiorach ponad 72 000 woluminów. Są także sale wykładowe, pomieszczenia administracyjne, kuchnia i jadalnie oraz pokoje kleryckie i mieszkania kapłańskie. Budynek jest przygotowany dla 55 kleryków. W nowym gmachu mieści się kaplica pw. Jezusa Chrystusa Mistrza Apostołów, wraz z mozaiką przedstawiającą Jezusa w gronie apostołów. Poza pokojami oraz mieszkaniami kapłanów, znajdują się też tam: nowoczesna aula, sale wykładowe i pomieszczenia biurowe. Pokoje mogą pomieścić 55 gości. Kompleks otoczony jest dużym ogrodem, w którym znajduje się także kilka obiektów sportowych.

## Logo seminarium

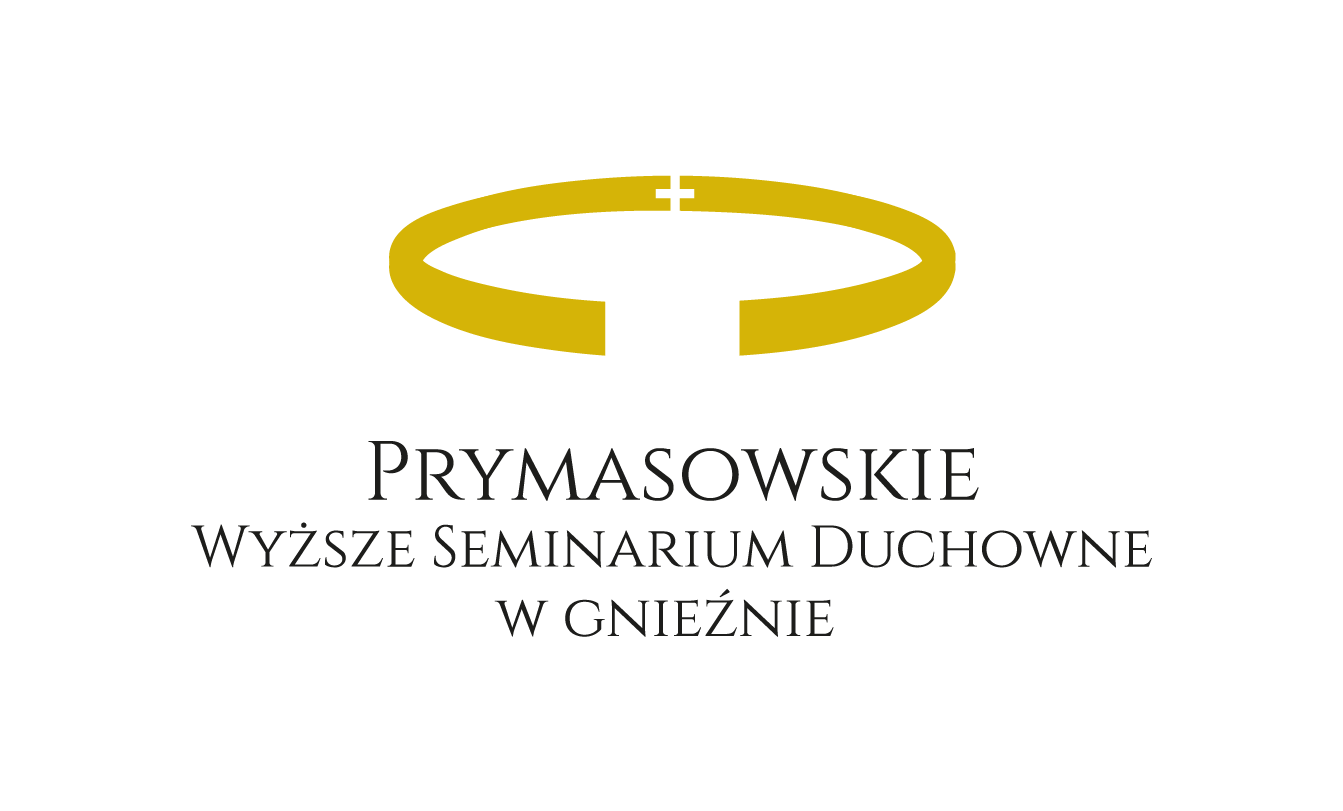
Logo Prymasowskiego Wyższego Seminarium Duchownego w Gnieźnie

W 2016 roku wspólnota PWSD w Gnieźnie wraz z Anną Kwaśną przygotowała nową identyfikację wizualną jednostki. Wynikiem ich współpracy jest nowe logo seminarium. W nowoczesnym i minimalistycznym designie ukryto chrześcijańskie przesłanie oraz podkreślono wyjątkowy charakter gnieźnieńskiej uczelni, jakim jest jej prymasowskie pochodzenie. Logo ukrywa w sobie trzy podstawowe znaczenia:
- kapłaństwo – pod postacią koloratki;
- świętość – w kształcie aureoli;
- przygotowanie do sakramentu / sakrament z Panem Bogiem – jako pierścień / obrączka[22].